# 朱慶祥
朱慶祥（1927年－），粵劇樂師及藝術家，出生於馬來西亞一個粵劇世家，祖籍廣東東莞，父親朱家樂、叔父朱洪（著名三手）均為粵劇樂師。他與兄長朱毅剛（朱致祥）、朱兆祥號稱「朱氏三雄」，昆仲三人在粵劇界任音樂拍和達半世紀。他由薛覺先赴星馬演出「私伙頭架」，至參與「仙鳳鳴劇團」演出；雛鳳時代，親教龍劍笙和梅雪詩唱曲，粵劇與他的生活密不可分。
上世紀60年代，不少製作公司邀請朱氏為電影參與配樂工作，當中更包括曾風靡一時的黃梅調電影。80年代起，他更為一年一度的電視籌款節目《歡樂滿東華》粵劇演出項目拍和伴奏，與不少電視藝員結緣，同時指點他們唱曲的基本要訣。 朱氏桃李滿門，受其指導的紅伶、樂師和業餘唱者不計其數。
2020年獲香港公開大學頒授榮譽院士，2021年又獲香港演藝學院頒授榮譽博士。

## 早年生活
他在馬來西亞出生，姊朱秀英是粵劇演員。十三歲任頭架，從小在兄朱致祥教導下學習粵劇拍和（伴奏）音樂藝術，棚面（樂隊）各種中西樂器：鑼、鼓、高胡（粵胡）、廣東二弦（形制類似京胡的廣東特性樂器）、椰胡、二胡、三弦、秦琴、箏、揚琴（蝴蝶琴；洋琴）、結他、小提琴、竹提琴、小號（吐林必）、色士風、喉管、大笛（嗩吶）等吹、拉、彈、打都能上手，尤善小提琴，而且演奏風格自成一家。
他曾與不少著名粵劇老倌合作，如1950年與秦小梨及石燕子合作演出，又在1951年擔任薛覺先星馬巡迴演出的「私伙頭架」。1953 至1959 年間，曾與粵劇紅伶芳艷芬、林家聲、紅線女、李寶瑩、鍾麗蓉、黎文所、何非凡、南紅、麥炳榮、余麗珍、梁醒波、靚次伯、半日安、鳳凰女、黃千歲及羅劍郎等在星馬一帶演出時合作。

## 與仙鳳結緣
1959 年移居香港，為當時的新劇《再世紅梅記》拍和，並參與任白名劇《帝女花》、《紫釵記》及《再世紅梅記》唱片灌錄，任音樂領導。這些唱片藝術水平之高顛倒一眾戲迷，並成為長壽唱片。當年他為娛樂、天聲等唱片公司多張粵曲唱片作音樂領導，估計參與的唱片錄音超過一百張。
自1966 年任劍輝和白雪仙訓練「雛鳳鳴劇團」演出《辭郎州》及《英烈劍中劍》的時候開始，朱氏即擔任「雛鳳鳴劇團」的音樂領導和唱腔設計，於1983 年葉紹德為雛鳳重新編寫的《紅樓夢》設計音樂，也是眾雛鳳成員的唱腔導師，直至1992 年劇團解散為止。在此期間，亦曾為「大龍鳳」、「慶新聲」、「頌新聲」及「新馬」等著名劇團擔任音樂領導。1993年「慶鳳鳴劇團」成立，朱氏繼續獲聘任音樂領導。曾於1996 年於香港文化中心舉辦「朱慶祥音樂演唱會」。

## 近年動向

### 音樂設計與領導
近年，他對粵劇的熱情沒有絲毫退減，繼續參與各大型粵劇演出的音樂設計及領導工作，包括於2005-2006年度，以79歲之齡參與《西樓錯夢》三十二場跨年演出，與「雛鳳鳴劇團」再度合作；及後亦於2010年《陳寶珠：俏柳紅梅粵劇折 子賀新春》與陳寶珠為一眾戲迷帶來耳目一新的折子戲。他參與演出時，會為演出者打造音樂和唱腔，務使表演能聲情俱備，引領觀眾投入劇本之中，亦間接為新秀訂下演出的藍本。早在1978年，小思、阿慧等人曾以《粵劇的幕後英雄－－訪棚面朱慶祥師父》為題向他作專題訪問，可見他的音樂設計對推動粵劇藝術有著不可沒的付出與汗水。

### 藝術承傳與分享

#### 桃李滿門
朱氏深諳傳統粵劇排場，融會中西音樂，拍和自成一格，音色悅耳，能與歌者行腔融合，動聽感人，是一眾樂師推崇及學習的對象。他對後學從不吝賜教，對分享心得更是傾囊，受其指導的紅伶、樂師和業餘唱者不計其數，而正式拜師學藝的紅伶計有蓋鳴暉、衛駿輝和莊婉仙；隨他研習音樂拍和的入室弟子，則有王勝泉和王勝焜兄弟二人，各人積極投身於粵劇藝術之中。近年，他不時接受邀請，出席有關粵劇文化推廣的活動，分享累積多年的心得，更為承傳出力。

#### 講座
| 年份   | 名稱/內容                                                                 |
| ------ | ------------------------------------------------------------------------- |
| 2019年 | 公開大學 田家炳中華文化中心專題講座 《粵劇曲藝縱橫談二》                  |
| 2017年 | 公開大學 田家炳中華文化中心專題講座 《粵劇曲藝縱橫談》                    |
| 2016年 | 公開大學 田家炳中華文化中心專題講座《粵曲唱腔與音樂拍和藝術欣賞示範講座》 |
| 2014年 | 中文大學 分享芳豔芬藝術講座                                               |
| 2012年 | 香港大會堂50週年紀念講座                                                  |
| 2004年 | 中央圖書館 粵曲唱腔拍和藝術                                               |

#### 近年演出
| 年份          | 名稱/內容                                    | 參與               |
| ------------- | -------------------------------------------- | ------------------ |
| 2005-2006年度 | 雛鳳鳴劇團 -《西樓錯夢》                     | 音樂領導及設計     |
| 2010年        | 《陳寶珠：俏柳紅梅粵劇折 子賀新春》          | 音樂領導及設計     |
| 2019年        | 香港公開大學30周年校慶粵劇晚會《戲說紅樓夢》 | 藝術顧問及綵排指導 |
| 2021年        | 蝶·夢翩翩 ：《蝶影紅樓記》《西樓錯夢》       | 藝術總監/指導      |
| 2021年        | 音樂大師朱慶祥戲曲盛典                       | 藝術總監/音樂領導  |